# Irsina
Irsina is een gemeente in de Italiaanse provincie Matera (regio Basilicata) en telt 5564 inwoners (31-12-2004). De oppervlakte bedraagt 261,7 km², de bevolkingsdichtheid is 22 inwoners per km².
Irsina, dat tot 1875 Montepeloso heette is de geboorteplaats van de componist en organist Giovanni Maria Trabaci 1575-1647).

## Demografie
Irsina telt ongeveer 2284 huishoudens. Het aantal inwoners daalde in de periode 1991-2001 met 12,6% volgens cijfers uit de tienjaarlijkse volkstellingen van ISTAT.
| Jaar | Inwoneraantal |
| ---- | ------------- |
| 1991 | 6558          |
| 2001 | 5732          |

## Geografie
De gemeente ligt op ongeveer 548 m boven zeeniveau.
Irsina grenst aan de volgende gemeenten: Genzano di Lucania (PZ), Grassano, Gravina in Puglia (BA), Grottole, Oppido Lucano (PZ), Tolve (PZ), Tricarico.

## Geboren
- Johnny Torrio (1882-1957), Italiaans-Amerikaanse gangster

Accettura · Aliano · Bernalda · Calciano · Colobraro · Craco · Ferrandina · Garaguso · Gorgoglione · Grassano · Grottole · Irsina · Matera · Miglionico · Montalbano Jonico · Montescaglioso · Nova Siri · Oliveto Lucano · Pisticci · Policoro · Pomarico · Rotondella · Salandra · San Giorgio Lucano · San Mauro Forte · Scanzano Jonico · Cirigliano · Stigliano · Tricarico · Tursi · Valsinni
1. ↑  https://demo.istat.it/?l=it.